# Józef Stocki
Józef Stocki ze Stok i Lubrańca herbu Rawicz (zm. w 1757 roku) – miecznik krakowski od 1726 roku, (zrezygnował przed 6 grudnia 1750 roku), major wojsk królewskich.
Jako deputat województwa krakowskiego podpisał pacta conventa Stanisława Leszczyńskiego w 1733 roku.
Pochowany 13 maja 1757 roku w klasztorze reformatów w Pińczowie.